# Lycée Saint-Joseph de Saint-Martin-Boulogne
Pour les articles homonymes, voir Lycée Saint-Joseph.
Le lycée Saint-Joseph, aussi appelé lycée Saint-Jo, est un établissement français privé d’enseignement secondaire et supérieur, situé à Saint-Martin-Boulogne près de Boulogne-sur-Mer dans le Pas-de-Calais.
L’établissement, qui a fêté son centenaire en 2012, est connu dans la région pour organiser chaque année la course des 24 Heures de Saint-Jo, course de voitures radiocommandées entièrement inventées et fabriquées par les élèves.

## Historique

### Origine
L’Institut d’apprentissage mécanique et industriel Saint-Joseph a été fondé en 1912 rue d'Isly, dans le quartier Capécure à Boulogne-sur-Mer. Le quartier est complètement rasé lors de la Seconde Guerre mondiale et le lycée déménage en 1947 route de Calais à Saint-Martin-Boulogne. En 1974, il fusionne avec l’École Professionnelle du Saint-Cœur-de-Marie installée rue Saint-Jean à Boulogne,.

### Agrandissement et rénovation
En 1981 et en 1992, l’établissement s'agrandit en faisant l'acquisition d'immeubles, respectivement rue de Maquétra et rue Traversière. Le lycée Saint-Joseph se sépare de ces bâtiments en 2006. Les bâtiments rue de Maquétra sont détruits dans un incendie en 2014.
À la fin des années 2000, 4 800 m2 de nouveaux locaux à la pointe de la technologie sont construits et les espaces de formation sont entièrement rénovés.

### Le lycée aujourd'hui
Le lycée se trouve à l'intersection de la route de Calais et de la rue de Marlborough, sur le territoire communal de Saint-Martin-Boulogne, à proximité immédiate du quartier du Dernier Sou de Boulogne-sur-Mer (seulement 250 mètres).
Le lycée abrite trois bâtiments dédiés aux cours, de nombreux ateliers, deux cafétéria, un centre de documentation et d’information (CDI), un parking et une salle de sports. De nombreux outils techniques et informatiques sont à disposition des élèves pour les enseignements technologiques et professionnels. De nombreuses salles sont également équipées de tableaux blancs interactifs.

### Effectifs
| 1912 | 1947 | 1950-60 | 1971 | 1974, | 2009  | 2010  | 2015                   | 2016                   |
| ---- | ---- | ------- | ---- | ----- | ----- | ----- | ---------------------- | ---------------------- |
| 12   | 83   | 300     | 700  | 1 000 | 1 070 | 1 022 | 1 180[réf. nécessaire] | 1 201[réf. nécessaire] |

### Anciens élèves
Le peintre Georges Mathieu (1921-2012), natif de Boulogne-sur-Mer, fut élève de l'établissement.

## Formation

### Enseignement secondaire général et technologique
L'établissement comprend six classes de Seconde, six classes de Première (une S option Sciences de l'ingénieur et SVT depuis 2014, deux STI2D, une STMG et deux ST2S) et huit classes de Terminale (une S, deux STI2D, trois STMG et deux ST2S).

### Enseignement secondaire professionnel
Différents baccalauréats professionnels sont proposés : « Accompagnement soin et services aux personnes », « Accueil relations clients et usagers », « Commerce », « Électrotechnique et énergie » et « Maintenance équipements industriels ».
Le lycée propose également la formation à un B.E.P.

### Enseignement supérieur
Le lycée propose des formations aux B.T.S. « Communication », « Comptabilité et gestion des organisations » (CGO), « Conception et réalisation de systèmes automatiques » (CRSA), « Électrotechnique », « Informatique et réseaux pour l'industrie et les services techniques » (IRIS), « Management des unités commerciales » (MUC), « Services informatiques aux organisations » (SIO), « Services et prestations des secteurs sanitaires et sociales » (SP3S). 
Depuis la rentrée 2014, l'établissement étend son activité aux formations BAC+3 par le biais d'un partenariat avec une école d'ingénieurs d'Angers. Ainsi, il propose, après un BTS ou un DUT, de se former au métier de chef de projet informatique dans un contexte international.
À la rentrée 2016, en partenariat avec le conservatoire national des arts et métiers (CNAM) avec lequel il s'est associé par convention, l'établissement met en place la préparation à une licence « économie gestion droit » dans le cadre de l'alternance école-entreprise, continuant ainsi son développement des formations supérieures de proximité.

## Classement du lycée
Pendant longtemps considéré comme un lycée de niveau "moyen", le lycée a beaucoup amélioré ses résultats en quelques années, passant de 69 % de réussite au bac en 2009 (toutes sections confondues) à 98 % en 2013 et 2014. Aujourd'hui, il est classé parmi les meilleurs lycées techniques de la région.
En 2015, le lycée se classe 1re sur 43 au niveau départemental en termes de qualité d'enseignement, et 68e au niveau national. Le classement s'établit sur trois critères : le taux de réussite au bac, la proportion d'élèves de première qui obtient le baccalauréat en ayant fait les deux dernières années de leur scolarité dans l'établissement, et la valeur ajoutée (calculée à partir de l'origine sociale des élèves, de leur âge et de leurs résultats au diplôme national du brevet).

## Les24 Heures de Saint-Jo
Les 24 heures de Saint-Jo sont une course de voitures radiocommandées basée sur le modèle des 24 Heures du Mans, organisée chaque année par le lycée depuis 2003.
Dans le cadre des enseignements scientifiques, technologiques et professionnels, les élèves imaginent, conçoivent, développent, fabriquent et assemblent une vingtaine de voitures qui s'affrontent lors d'une course d'endurance de 24 heures.
Le lycée organise cet évènement avec l'aide de nombreuses entreprises qui soutiennent financièrement le projet en échange de publicité (tels des sponsors). Des établissements scolaires (le lycée général Haffreingue proche et plusieurs collèges du Boulonnais dans le cadre de leurs cours de Technologie) contribuent au projet et réalisent également leur voiture qui concourt face aux étudiants de Saint-Joseph. 
La course attire 2 500 visiteurs et de nombreuses entreprises ont manifesté leur intérêt pour les solutions écologiques trouvées par les étudiants pour réduire la consommation d'énergie lors de la construction et de l'utilisation des voitures. La treizième édition a eu lieu le 4 mai 2013, édition où « les énergies propres sont plus que jamais au rendez-vous de cette course de voitures radiocommandées. »[Passage à actualiser],,.